# Evert Björn
Evert Oskar Fredrik Björn (* 21. Januar 1888 in Solna; † 21. Dezember 1974 in Stockholm) war ein schwedischer Leichtathlet. Er nahm 1908 an den Olympischen Sommerspielen in London und 1912 an den Olympischen Sommerspielen in Stockholm teil.
Er beendete seinen ersten Halbfinallauf über 1500 Meter im Jahr 1908 nicht, was ihn in diesem Fall von weiteren Wettkämpfen ausschloss.
Björn wurde in seinem Halbfinallauf über 800 Meter Dritter und kam nicht ins Finale, obwohl er Titelverteidiger James Lightbody schlug, der im Lauf Vierter wurde.